# 嘉里大榮物流

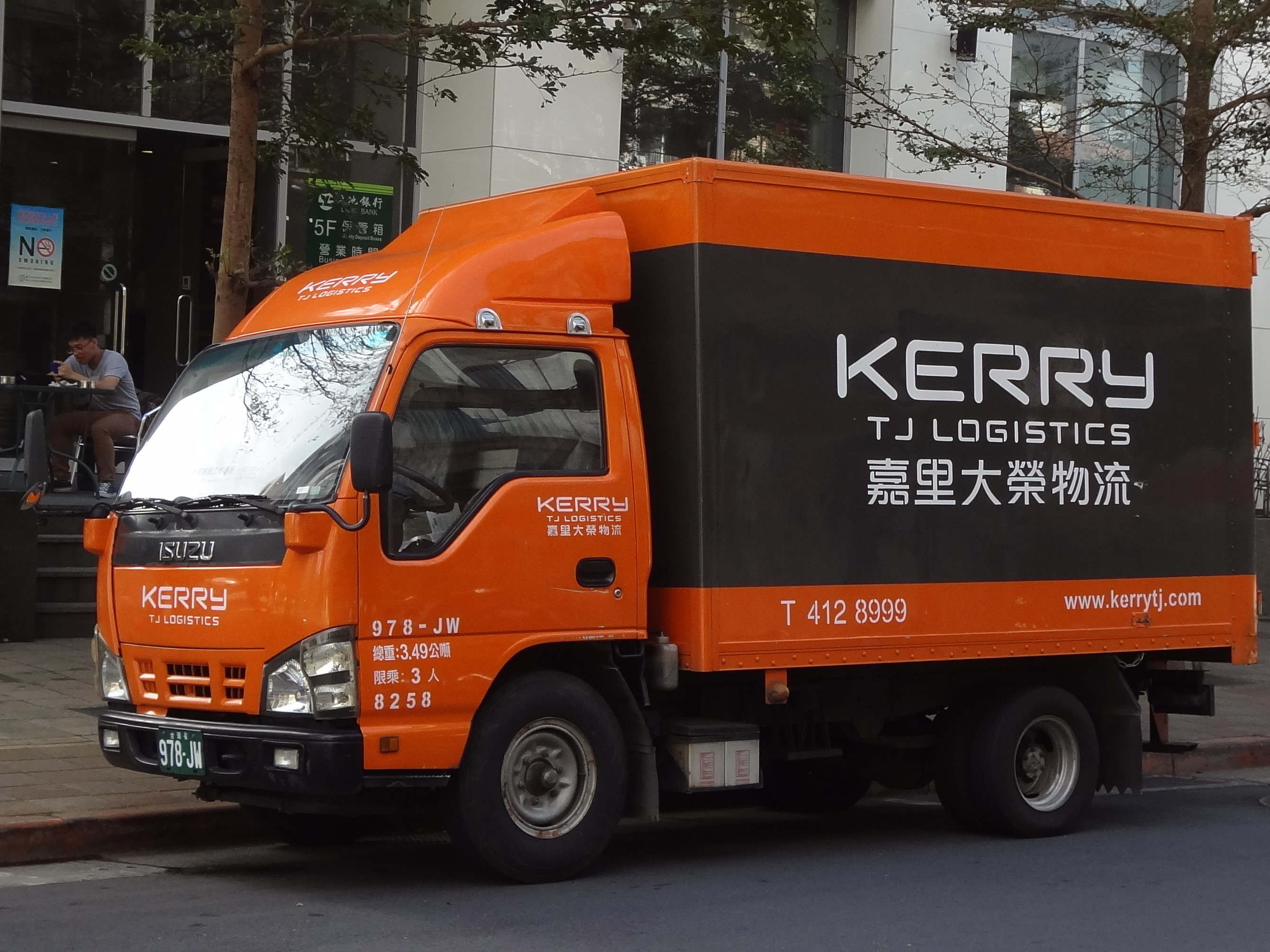
嘉里大榮物流的五十鈴一路發貨車978-JW。

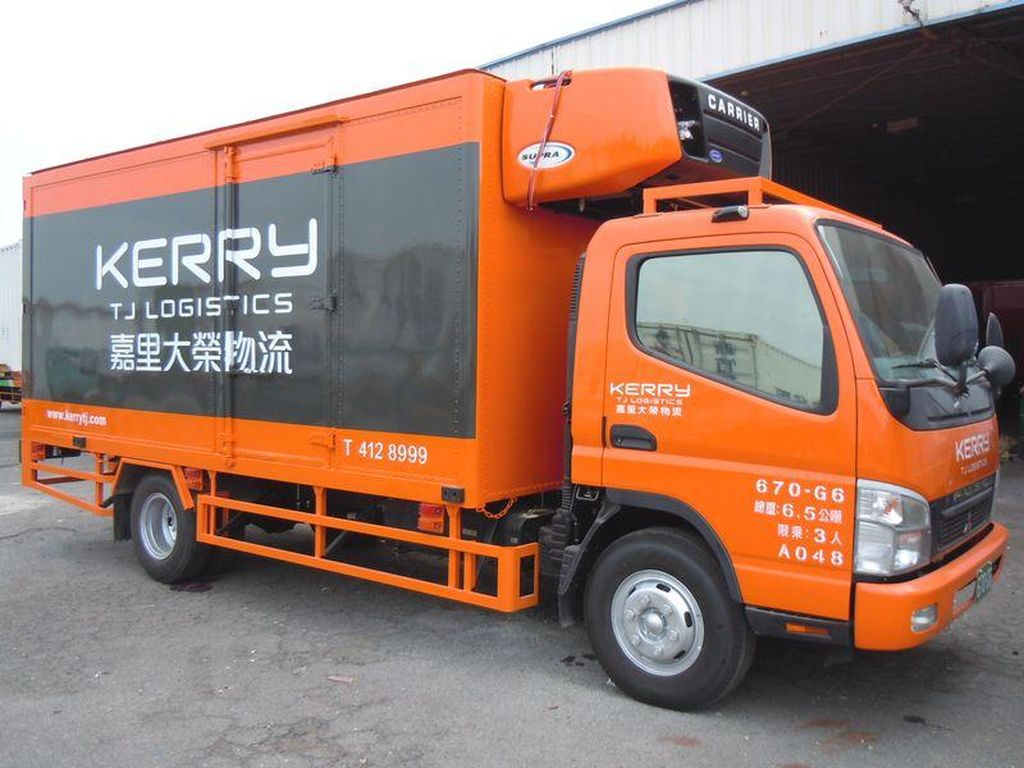
嘉里大榮物流的FUSO冷凍載配車一。

嘉里大榮物流股份有限公司（英語：Kerry TJ Logistics Company Limited），舊稱大榮貨運，是臺灣一家大型物流貨運公司，目前總部位在臺北市中正區，於1954年成立於臺中。其業務範圍包括路線貨運、常低溫物流倉儲、國內外快遞運送等，其下有由3,000餘輛貨車組成的車隊。

## 歷史
- 1954年，大榮汽車貨運股份有限公司成立於臺中市（簡稱大榮貨運）。
- 1990年12月20日，大榮貨運在臺灣證券交易所股票上市，股票代號2608。
- 2001年5月後，大榮貨運於大陸地區成立「大榮物流公司」後都還處於虧損狀態，因為許多營運據點經營上尚未成熟，而且競爭者眾多。
- 2008年11月21日，大榮貨運之重要股東群與香港嘉物流分別簽署合資協議書，大榮貨運同日正式成為嘉里物流成員之一。[1]
- 2011年6月22日，大榮貨運股東常會決議將中文名稱由「大榮汽車貨運股份有限公司」變更為「嘉里大榮物流股份有限公司」。
- 2011年，併購於1980年成立的「信速醫藥物流」（初名：宗舜交通公司），拓展國內藥品物流系統業務。
- 2011年8月5日，大榮貨運與嘉里物流展開合作，更名為「嘉大榮物流股份有限公司（页面存档备份，存于）」。
- 2014年7月6日，《台灣蘋果日報》公布過去一年違反《勞動基準法》之企業，嘉里大榮物流違法項目17項居冠，以超時加班、不支付加班費為主。被評為血汗物流公司[2]。
- 2015年3月，因為嘉里大榮物流對通路著墨較少，不像統一速達及臺灣宅配通四處結盟、擁有上萬個代收據點，且因應電子商務發展的崛起，故嘉里大榮董事會通過以新臺幣2.28億元合併超峰快遞，超峰快遞更名為「嘉里快遞」，以更貼近市場的反應與需求[3]。嘉里大榮物流董事會通過以新臺幣2.28億元合併超峰快遞。

## 股票市場
嘉里物流於2013年12月19日在香港上市，香港上市股票編號為636。
2021年2月9日，嘉里物流宣佈派發特別股息HKD 7.28，並且於2021年10月5日進行派息。

## 圖片集

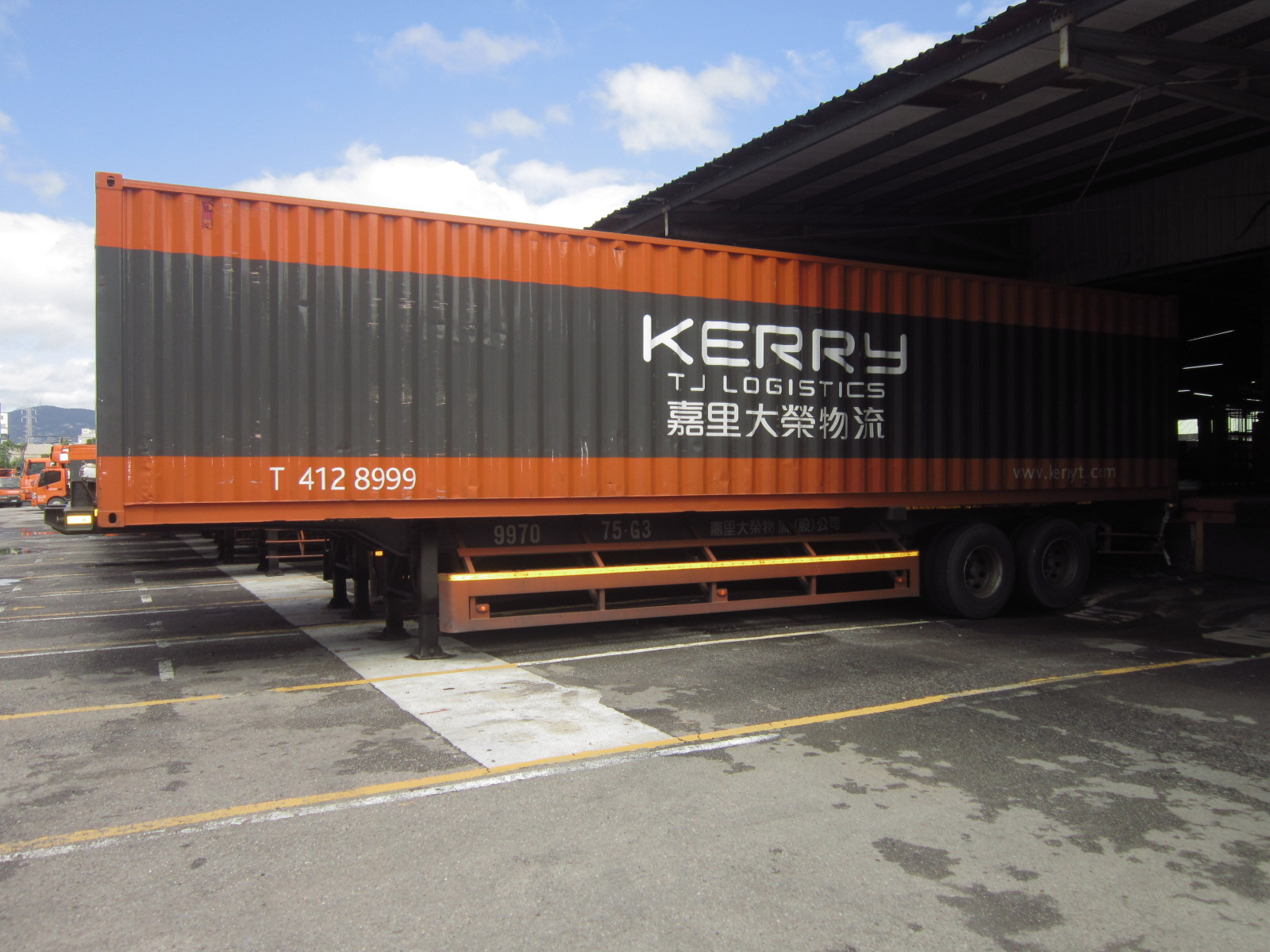
一只停靠在卸貨月臺上的嘉里大榮物流貨櫃，已採用新的企業識別系統的塗裝
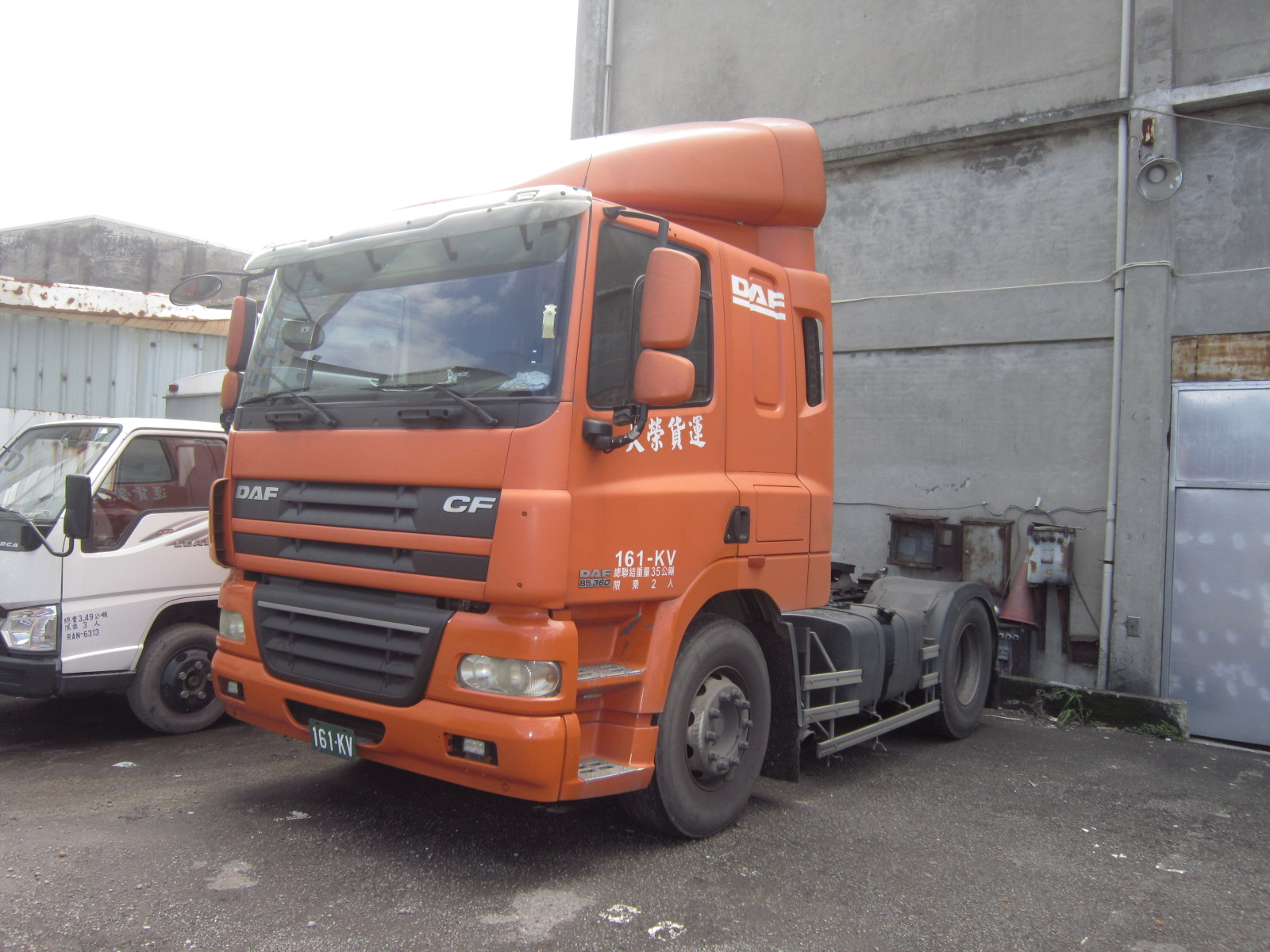
嘉里大榮物流的DAF CF貨櫃拖車頭
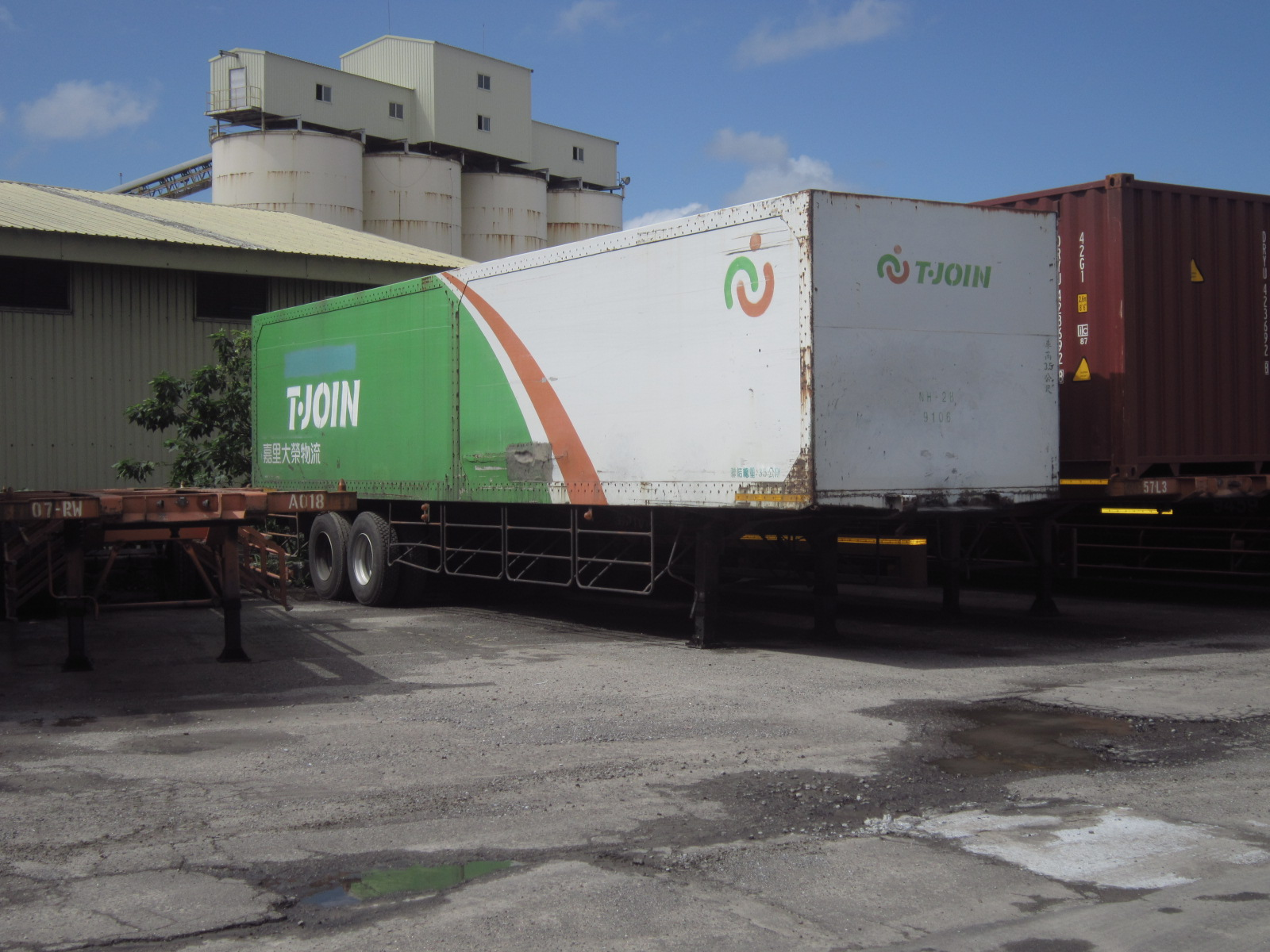
嘉里集團在購併大榮貨運的初期，仍沿用大榮貨運舊型的貨櫃塗裝
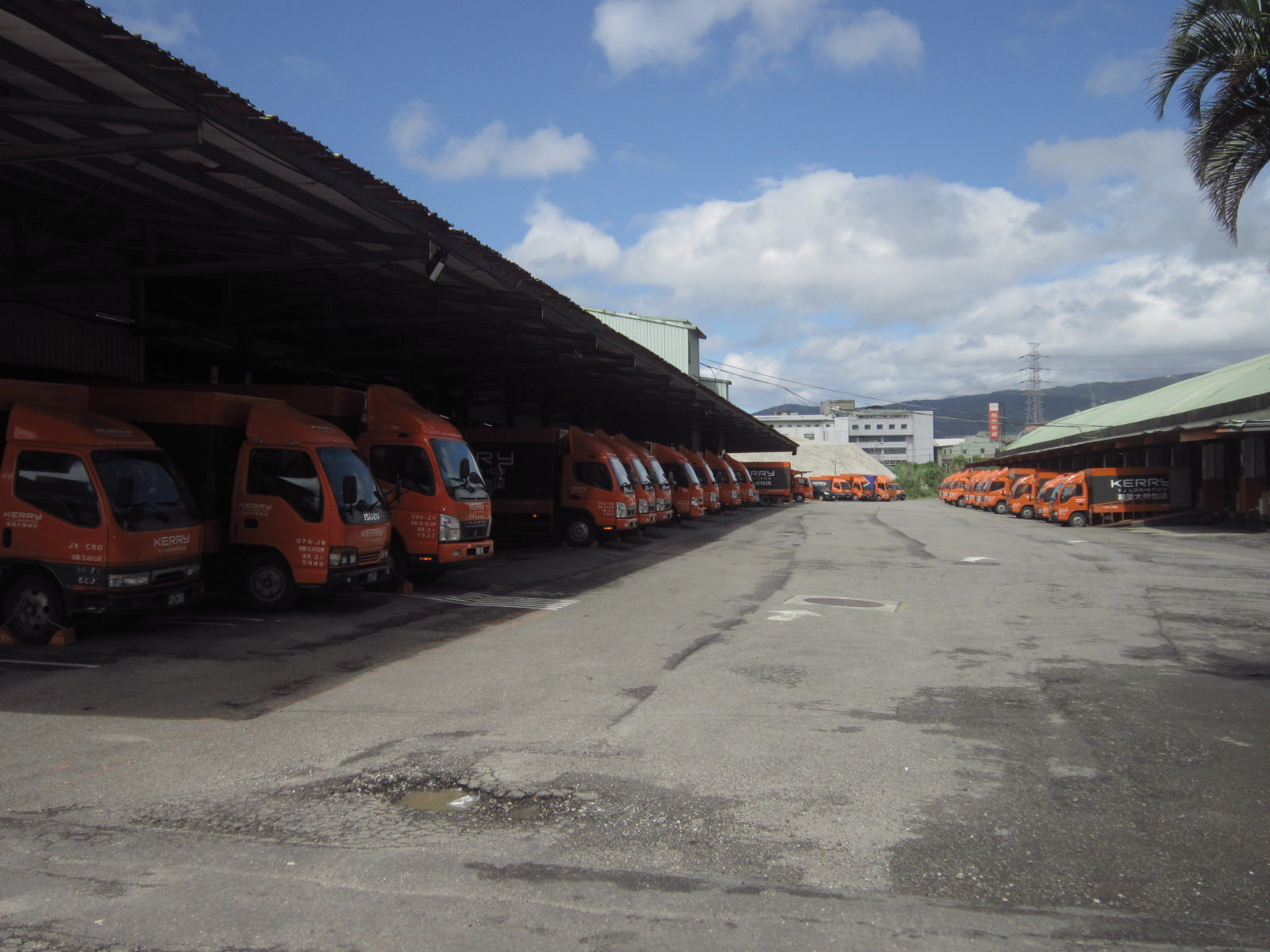
嘉里大榮物流位於新北市汐止區的物流轉運中心
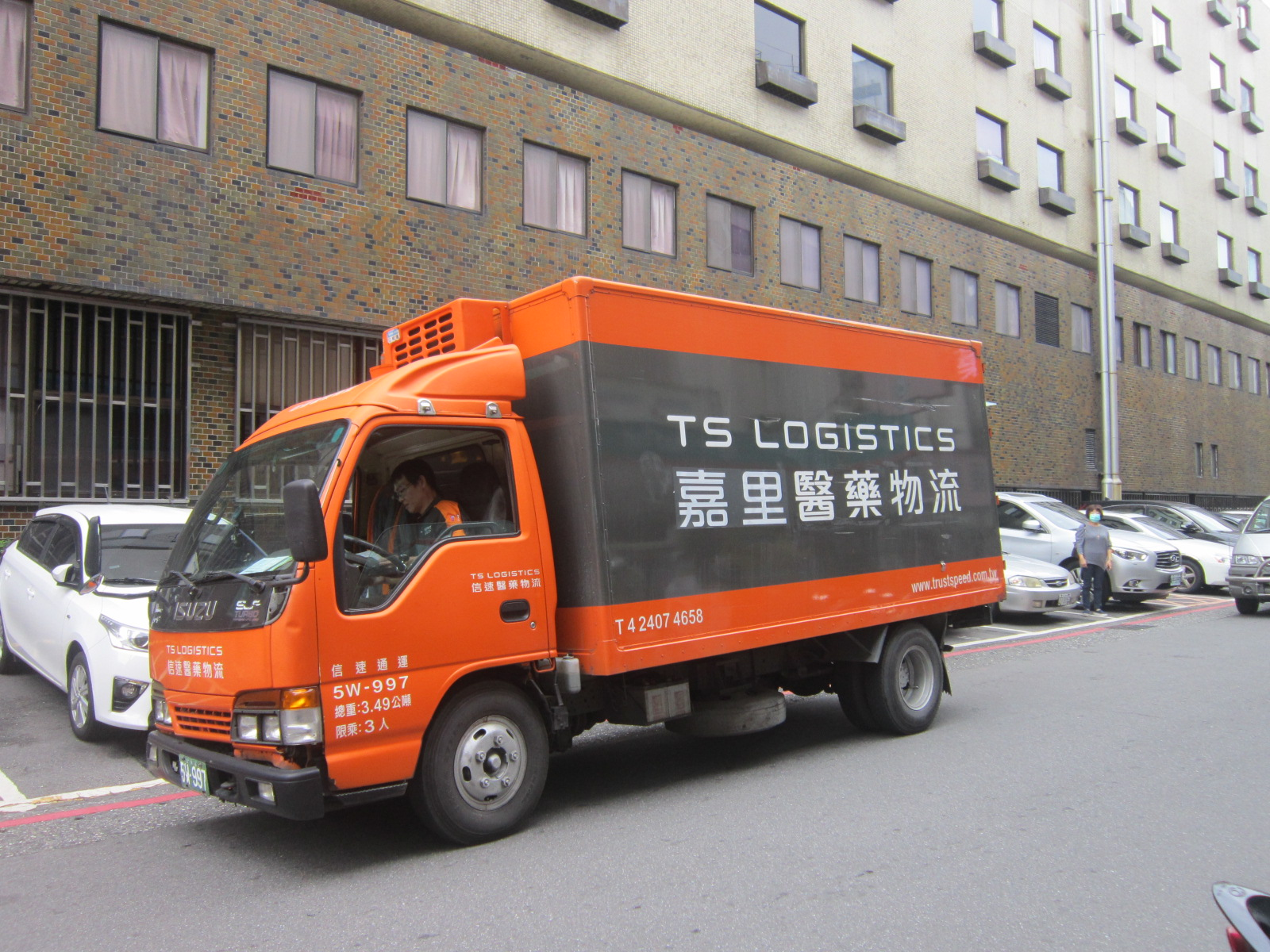
嘉里醫藥物流的藥品運輸車
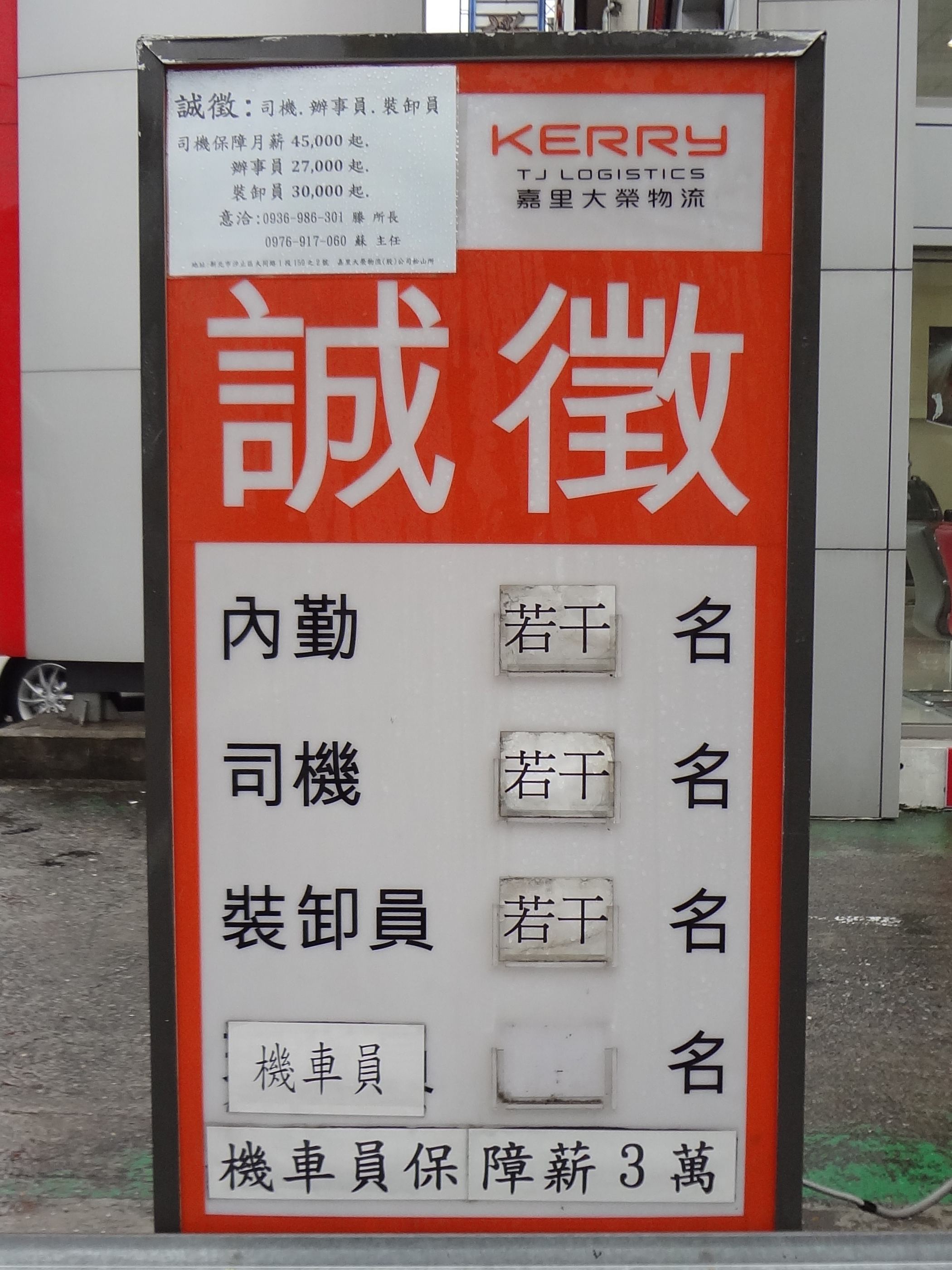
徵人告示

## 外部連結
- 嘉大榮物流（页面存档备份，存于）